# Antanas Vinkus

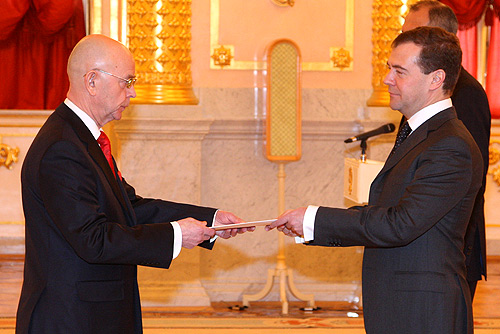
Apresentação das credenciais do embaixador Vinkus a Dmitry Medvedev em fevereiro de 2009.

Antanas Vinkus (Kretinga, 25 de dezembro de 1942) é um político e diplomata lituano.
Foi ministro da saúde da República Soviética da Lituânia de 1989 a 1990 e de 1990 a 1993 ministro da segurança social da Lituânia.
Foi embaixador da Lituânia na Estónia (2002-2006), na Letónia (2006-2008) e na Rússia (2009-2011).
Em 2011 Vinkus foi eleito presidente do município de Neringa.